# Mezinárodní fórum veřejných univerzit
Mezinárodní fórum veřejných univerzit (IFPU) je sdružení dvacet tři veřejné univerzit. Fórum má stálý sekretariát, v současné je umístěn na Université de Montréal v Montrealu, provincie Quebec, Kanada. Fórum sdružuje vybrané vysoké školy z různých zemí, bylo založeno dne 11. října 2007. Jeho posláním je "podporovat vyjádření hodnot, které jsou základem poslání veřejných vysokých škol v éře internacionalizace". V roce 2008 sdružení zahrnovalo 13 z prvních 200 světových univerzit podle žebříčku Times Higher Education žebříčku. Každý rok pořádá specializované letní školy, hostitelem je vždy jedna z členských univerzit.

## Setkání
Setkání IFPU se zúčastnili také experti Světové banky na terciární vzdělávání.
- 11. října 2007 na Université de Montréal.
- 8–9. listopadu, 2008 na  Pekingské universitě (spojené s Pekingským fórem).[7]

## Členské univerzity
- Univerzita v Buenos Aires (Argentina)
- Université Libre de Bruxelles (Belgie)
- Univerzita São Paulo (Brazílie)
- Universidad de Chile (Chile)
- Nankai University (Čína)
- Pekingská univerzita (Čína)
- Univerzita Karlova (Česko)
- Univerzita Paříž III, Sorbonne Nouvelle (Francie)
- Freiburská univerzita (Německo)
- Jawaharlal Nehru University (Indie)
- Boloňská univerzita (Itálie)
- Nagoya University (Japonsko)
- Université de Montréal (Kanada)
- Mexická národní autonomní univerzita (Mexiko)
- Mohammed V University v Agdalu (Maroko)
- Universitatea din Bucuresti (Rumunsko)
- Lomonosovova univerzita (Rusko)
- Université Cheikh Anta Diop (Senegal)
- Universitat de Barcelona (Španělsko)
- Ženevská univerzita (Švýcarsko)
- Kalifornská univerzita (Spojené státy americké)

## Přidružení členové
- Univerzita v Ouagadougou (Burkina Faso)
- Université d ' État d'Haïti (Haiti)